# Nikos Liberopoulos
Nikolaos „Nikos“ Liberopoulos (griechisch Νικόλαος Λυμπερόπουλος, Transkription auch Lymperopoulos; * 4. August 1975 in Kalamata) ist ein ehemaliger griechischer Fußballspieler.

## Karriere
Nikolaos Liberopoulos begann seine Karriere beim griechischen Viertligisten Erani Filiatron. Nachdem er mit seiner Mannschaft in die dritte Liga aufstieg, wechselte er im Januar 1994 in die zweite Liga zu AO Kalamata. Bei Kalamata erzielte Liberopoulos in 78 Spielen 20 Tore und schaffte 1995 den Aufstieg in die höchste griechische Spielklasse. Im Sommer 1996 unterschrieb Liberopoulos einen Vertrag bei Panathinaikos Athen und kam dort in den folgenden sieben Jahren auf 186 Erstligaspiele und erzielte dabei 72 Tore. Zwischen 2003 und 2008 stand der Stürmer bei AEK Athen unter Vertrag. Mit der griechischen Nationalmannschaft zählt Nikolaos Liberopoulos 65 Einsätze und 13 Tore. Zur Saison 2008/09 wechselte er zu dem Bundesligisten Eintracht Frankfurt. Am 25. Oktober erzielte Liberopoulos im Spiel gegen Energie Cottbus sein erstes Bundesligator. Am neunten November gelang ihm im Heimspiel gegen den VfB Stuttgart sein erster Doppelpack.
Sein auslaufender Vertrag wurde von der Eintracht nicht verlängert und er wurde am 1. Mai 2010 vor dem Heimspiel gegen die TSG 1899 Hoffenheim offiziell verabschiedet.
Von 2010 bis 2012 spielte er wieder in Griechenland beim Athener Klub AEK.
Anfang September 2009 erklärte Nikolaos Liberopoulos seinen sofortigen Rücktritt aus der Nationalmannschaft. Zur Fußball-Europameisterschaft 2012 wurde er wieder für den Kader nominiert. Sein letztes Spiel für die Nationalmannschaft bestritt er im EM-Viertelfinalspiel gegen Deutschland. Danach beendete er seine Karriere in der griechischen Nationalmannschaft.

## Auszeichnungen
- Torschützenkönig der griechischen Liga: 2003, 2007